# مقاطعة إنديبيندينس (أركنساس)
مقاطعة إنديبيندينس (بالإنجليزية: Independence County)‏ هي إحدى مقاطعات ولاية أركنساس في الولايات المتحدة الأمريكية.